# Václav Šulc
Václav Šulc, uváděn i jako Vácslav Šulc (6. srpna 1837 Poučník – 9. prosince 1926 Praha), byl český statkář a politik, za Rakouska-Uherska na konci 19. a počátku 20. století poslanec Říšské rady.

## Biografie
Vychodil školu v Praze a vystudoval na vyšší hospodářské škole v Mosonmagyaróváru. Byl aktivní politicky. Na Hořovicku působil jako okresní starosta. Patřil mezi odborníky na samosprávné otázky.
V doplňovacích zemských volbách 20. září 1884 byl zvolen do Českého zemského sněmu v kurii velkostatkářské (nesvěřenecké velkostatky). Uvádí se tehdy jako statkář v Želkovicích. Uspěl i v řádných zemských volbách v roce 1889. Byl členem Strany konzervativního velkostatku. Mandát na sněmu obhájil i ve volbách v roce 1895 a volbách v roce 1901.
V 80. letech se zapojil i do celostátní politiky. V doplňovacích volbách roku 1883 (poté co rezignoval poslanec Ludvík Vorel) získal mandát na Říšské radě za kurii venkovských obcí, obvod Příbram, Hořovice atd. Slib složil 4. prosince 1883. Byl poslancem za staročeskou stranu a až do roku 1891 byl ve vídeňském parlamentu členem Českého klubu za staročechy. Mandát obhájil v řádných volbách do Říšské rady roku 1885, za kurii venkovských obcí, obvod Příbram, Rokycany atd. Zvolen byl i ve volbách do Říšské rady roku 1891, tentokrát jíž za velkostatkářskou kurii. Za ni obhájil mandát i ve volbách do Říšské rady roku 1897 a volbách do Říšské rady roku 1901. K roku 1907 se profesně uvádí jako statkář.
V parlamentu zasedal sice za velkostatkářskou kurii, ale patřil mezi její občanské, nikoliv šlechtické členy (takzvaná Národní strana občanská). Podporoval český národní program a ovlivňoval v tomto duchu leckdy své aristokratické kolegy. Po volbách v roce 1885 se na Říšské radě připojil k Českému klubu (jednotné parlamentní zastoupení, do kterého se sdružili staročeši, mladočeši, česká konzervativní šlechta a moravští národní poslanci).
Po dobu 25 let působil jako ředitel Zemské banky, pak až do roku 1924 jako náměstek ředitele Zemské banky.
Do vysokého věku se těšil dobrému zdraví a zůstával ve veřejném životě. Zemřel v prosinci 1926.